# Свети Георги (Костурско)
Свети Георги е бивше село в Егейска Македония, Гърция, на територията на дем Костур, област Западна Македония.

## География
Селото е било разположено в днешното землище на село Косинец.

## История
Село Свети Георги е било малко българско село, изоставено от жителите си в немирните години, които заедно с тези на още четири околни села, създават Косинец.